# Candice Wiggins
Candice Dana Wiggins (ur. 14 lutego 1987 w Baltimore) – amerykańska koszykarka występująca na pozycjach rozgrywającej oraz rzucającej.

## Osiągnięcia
Na podstawie, o ile nie zaznaczono inaczej.
NCAA
- Wicemistrzyni NCAA (2008)
- Mistrzyni:
  - turnieju konferencji Pac-10 (2005, 2007, 2008)
  - sezonu regularnego konferencji PAC-10 (2005–2008)
- Uczestniczka rozgrywek:
  - Elite Eight turnieju NCAA (2005, 2006, 2008)
  - II rundy turnieju NCAA (2005–2008)
- Most Outstanding Player (MOP=MVP) turnieju konferencji Pac-10 (2005, 2007, 2008)
- Zawodniczka Roku:
  - Konferencji PAC-10 (2006, 2008)
  - Wade Trophy (2008)
  - Lowe's Senior Class Award (2008)
- MVP turnieju Great Alaskian Shootout (2005)
- Najlepsza Pierwszoroczna Zawodniczka Sezonu:
  - NCAA według USABWA (2005)
  - Konferencji Pac-10 (2005)
- Laureatka nagrody Bay Area's Most Dynamic Amateur Athlete (2006)
- Zaliczona do:
  - I składu:
    - All-American (2008 przez WBCA/Kodak/AP )
    - Pac-10 (2006, 2007, 2008)

  - II składu:
    - All-American (2006, 2007 przez WBCA/Kodak/AP)
    - All-American debiutantek NCAA (2005 przez WBCA/Kodak/AP)

WNBA
- Mistrzyni WNBA (2011)
- Wicemistrzyni WNBA (2012)
- Najlepsza Rezerwowa Sezonu (2008)
- Zaliczona do I składu debiutantek WNBA (2008)

Inne
- Mistrzyni:
  - EuroCup (2010)
  - Hiszpanii (2009)
  - Grecji (2010)
  - Izraela (2014)
- Zdobywczyni pucharu:
  - Hiszpanii (2009)
  - Grecji (2010)
  - ligi izraelskiej (2014)
- Uczestniczka rozgrywek TOP 8 Euroligi (2009)

Reprezentacja
- Mistrzyni:
  - igrzysk panamerykańskich (2007)
  - Ameryki U–18 (2004)
  - świata:
    - U–21 (2007)
    - U–19 (2005)
- Koszykarka Roku – USA Basketball (2007)
- Zaliczona do I składu mistrzostw świata U–19 (2005)